# Spetsbyxor (vaudeville 1958)
Spetsbyxor var en vaudeville som spelade 1958 i Stockholm i produktion av Knäppupp AB och med Nils Poppe som främste artist. Manuset skrevs av P. A. Henriksson och sångtexterna av Hans Alfredson och Tage Danielsson till musik av bland annat Jacques Offenbach. För regin svarade Nils Poppe. Yngve Gamlin stod för dekoren, Albert Gaubier för koreografin och Allan Johansson var kapellmästare.
Spetsbyxor spelade på Knäppupps hemmascen Idéonteatern den 3 januari–14 april 1958.

## Medverkande
Anna-Lisa Baude, Gunwer Bergkvist, John Elfström, Lena Granhagen (tillfälligt), Karl-Arne Holmsten, Ludde Juberg, Maj Lindström, Nils Poppe, Oscar Rundqvist, Hanny Schedin, Mille Schmidt, Erik Strandmark med flera.